# На золотому озері (фільм, 1981)
«На золотому озері» (англ. On Golden Pond) — американський фільм мелодрама 1981 року, режисера Марка Ридла, за п'єсою Ернеста Томпсона. Фільм присвячений пам'яті монтувальника фільмів Роберта Л. Вульфа, для якого він став останнім.

## Сюжет
Норман Тайер, професор на пенсії, і його дружина Етель щоліта відпочивають у будиночку на березі озера. Щоб відсвяткувати 80-річчя Нормана на озеро приїжджає його дочка Челсі зі своїм новим нареченим та його сином. Норманові вдається встановити теплі відносини з хлопчиком. Однак, йому це набагато складніше зробити з його невротичною і бунтівною дочкою.

## Головні ролі
- Кетрін Гепберн — Етель Тайер
- Генрі Фонда — Норман Тайер-молодший
- Джейн Фонда — Челсі Тайер Вейн
- Даг МакКеон — Біллі Рей
- Дебні Коулмен — Bill Ray
- Вільям Ланто — Чарлі Мартін
- Крістофер Райделл — Самнер Тодд

## Нагороди

### Оскарза 1981
- Найкращий адаптований сценарій — Ернест Томпсон
- Найкраща чоловіча роль — Генрі Фонда
- Найкраща акторка — Кетрін Гепберн

### Золотий глобусза 1981
- Найкраща драма
- Найкращий сценарій — Ернест Томпсон
- Найкращий драматичний актор — Генрі Фонда

### BAFTAза 1982
- Найкраща акторка — Кетрін Гепберн